# Alberto Anaya
Alberto Anaya Gutiérrez (Aguascalientes, Aguascalientes; 15 de noviembre de 1946) es un político mexicano, quien funge como dirigente nacional del Partido del Trabajo desde el 8 de diciembre de 1990. 
Se ha desempeñado como senador de la República para las legislaturas LVII (1997-2000), LX y LXI (2006-2012), además como diputado por el mismo partido en cuatro momentos (1988, 1994, 2012 y 2021).

## Biografía
Líder de la agrupación Tierra y Libertad en Monterrey, Nuevo León.
Fue diputado federal, senador y coordinador de su grupo parlamentario en diversas ocasiones.
Es licenciado en derecho por la Universidad Autónoma de Nuevo León (1983-1988); tiene un posgrado en sociología por la Universidad Nacional Autónoma de México (1983-1984). Es presidente de la Fundación de Estudios Sociopolíticos Económicos, Autogestión y Poder Popular, AC. (FESEAPP, AC), la cual publica una revista de análisis político y social: "Poder Popular".
En 1990, fue uno de los fundadores del Partido del Trabajo con otros dirigentes sociales. 
En 2013 fue premiado con el Reconocimiento 50 Aniversario del Instituto Cubano de Amistad con los Pueblos por su solidaridad con las causas de Cuba.